# Punto di ebollizione
Il punto di ebollizione è uno stato termodinamico, associato a una determinata temperatura, detta "temperatura di ebollizione", e pressione, in corrispondenza del quale si ha il processo di ebollizione.

## Descrizione
In particolare, la temperatura di ebollizione è la temperatura alla quale la tensione di vapore di un liquido eguaglia la pressione esterna e il liquido inizia a bollire: essa è una proprietà chimico-fisica di una sostanza pura o miscuglio ed è determinata dai valori di temperatura e pressione in cui coesistono le fasi liquida e aeriforme.
Quando la temperatura raggiunge il punto di ebollizione, iniziano a formarsi spontaneamente bolle di aeriforme all'interno della massa liquida, che salgono rapidamente alla superficie liberando il loro contenuto nell'ambiente soprastante, agitando il liquido in modo caratteristico: un liquido in ebollizione è infatti sede di moti convettivi molto forti dovuti alla spinta delle bolle per salire in superficie.

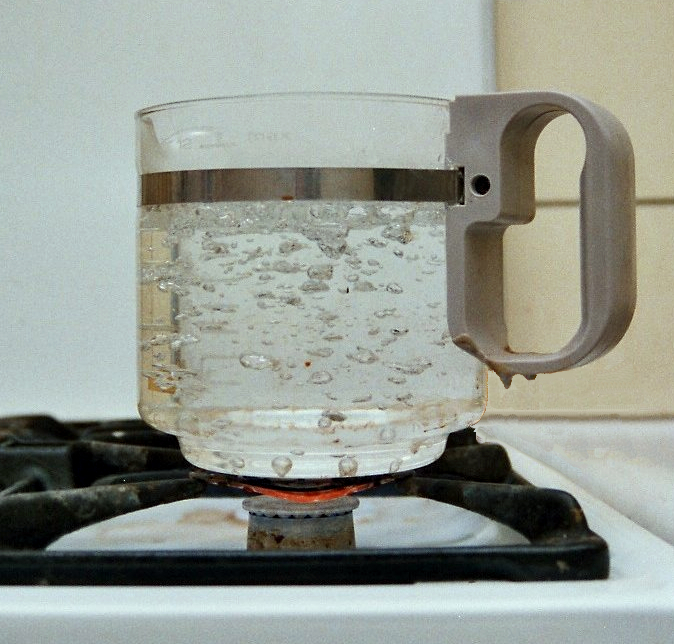
Ebollizione dell'acqua

Durante il passaggio da fase liquida a fase aeriforme, la sostanza o il miscuglio assorbe una certa quantità di calore per vincere le forze di attrazione che tengono uniti gli atomi o le molecole, e la temperatura rimane costante finché tutta la massa ha effettuato il cambiamento di stato. Questa quantità di calore ha un valore caratteristico per ciascuna sostanza e rappresenta il calore latente di vaporizzazione. Dopodiché, continuando a riscaldare, la temperatura riprende a salire.
Siccome la temperatura di ebollizione varia a seconda della pressione esterna cui la sostanza è sottoposta, ad esempio l'affermazione che l'acqua bolle a 100 °C è vera solo al livello del mare (pressione pari a circa 1 atmosfera), mentre ad esempio in montagna l'ebollizione avviene a una temperatura inferiore (ad esempio, a 3 000 m s.l.m. bolle a circa 90 °C).

### Temperature di ebollizione notevoli
| Sostanza              | Temperatura di ebollizione per p = 1 atm | Temperatura di ebollizione per p = 1 atm |
| Sostanza              | Tb (K)                                   | Tb (°C)                                  |
| Acido nitrico         | 359,15                                   | 86                                       |
| Acido solforico       | 605,15                                   | 332                                      |
| Acqua di mare         | 376,15                                   | 103                                      |
| Acqua distillata      | 373,15                                   | 100                                      |
| Alcol etilico         | 351,45                                   | 78,3                                     |
| Alluminio             | 2519                                     | 2246                                     |
| Ammoniaca             | 239,15                                   | -34                                      |
| Azoto                 | 77,15                                    | -196                                     |
| Benzene               | 353,15                                   | 80                                       |
| Cloro                 | 239,15                                   | -34                                      |
| Essenza di trementina | 433,15                                   | 160                                      |
| Etere solforico       | 308,15                                   | 35                                       |
| Ferro                 | 3273,15                                  | 3000                                     |
| Gallio                | 2510,15                                  | 2237                                     |
| Glicerina             | 563,15                                   | 290                                      |
| Idrogeno              | 20,15                                    | -253                                     |
| Mercurio              | 630,15                                   | 357                                      |
| Metano                | 111,15                                   | -162                                     |
| Olio di lino          | 589,15                                   | 316                                      |
| Olio di oliva         | 573,15                                   | 300                                      |
| Oro                   | 3081,15                                  | 2808                                     |
| Ossigeno              | 90,15                                    | -183                                     |
| Paraffina             | 573,15                                   | 300                                      |
| Rame                  | 2840                                     | 2567                                     |
| Sodio                 | 1173,15                                  | 900                                      |
| Solfuro di carbonio   | 319,65                                   | 46,5                                     |
| Tungsteno             | 5828,15                                  | 5555                                     |